# D’Hainaut Island
D’Hainaut Island (spanisch Islote D’Hainaut, im Vereinigten Königreich Bombay Island, in Argentinien Isla Bombay) ist eine kleine Insel im Palmer-Archipel westlich der Antarktischen Halbinsel. Sie liegt im Mikkelsen Harbor von Trinity Island.
Teilnehmer der Vierten Französischen Antarktisexpedition (1908–1910) unter der Leitung des Polarforschers Jean-Baptiste Charcot kartierten sie erstmals. Teilnehmer der 6. Chilenischen Antarktisexpedition (1951–1952) benannten sie nach Leutnant Ladislao D’Hainaut Fuenzalida von der chilenischen Marine, der an dieser Forschungsreise beteiligt war und später die 26. Chilenischen Antarktisexpedition (1971–1972) leitete. Das Advisory Committee on Antarctic Names übertrug die chilenische Benennung im Jahr 1965 ins Englische. Das UK Antarctic Place-Names Committee dagegen benannte die Bucht am 23. September 1960 nach dem Walfänger Bombay, der vor dieser Insel zwischen 1910 und 1917 ankerte. Diese Benennung wiederum wurde in Argentinien in der spanischen Schreibweise übernommen.